# Triunghiul de autostrăzi Dortmund/Witten
Triunghiul de autostrăzi Dortmund/Witten (abreviere: AD Dortmund/Witten; forma scurtă: Dreieck Dortmund/Witten) este un triunghi de autostrăzi de formă constructivă jumătate de trifoi aflat în Renania de Nord-Westfalia în zona metropolitană Rin-Ruhr. Leagă A 45 (Sauerlandlinie; E 41) cu Autostrada de oraș A 448 (Bochum – Dortmund).

## Geografie
Acest triunghi de autostrăzi este situat în orașul Dortmund în cartierul Hombruch, lângă limita orașului Witten. Cele mai apropiate districte sunt Löttringhausen, Menglinghausen, Eichlinghofen, Persebeck, Kruckel și Salingen. Este situat la aproximativ 7 km sud-vest de centrul orașului Dortmund, la aproximativ 12 km nord de Hagen și la aproximativ 15 km est de Bochum.
TA Dortmund/Witten are numărul 7 pe A 45 și numărul de conexiune 46 pe A 448. Inițial, tronsonul A-448 dintre nodul de autostradă Bochum/Witten și nodul de atunci Dortmund/Witten era o secțiune a autostrăzii. A 44 (Aachen – Hessisch Lichtenau). Aceasta explică numărul mare de joncțiune pe A 448.

## Forma constructivă
A 45 are două benzi pe direcția nord și trei benzi de circulație pe direcția sud. A 448 are șase benzi. Aproape toate rampele de legătură sunt cu o singură bandă. Rampa de legătură de la A 45 de la sud la A 448 a fost extinsă la două benzi de la renovare.
Triunghiul de autostrăzi a fost proiectat ca o frunză incompletă de trifoi. Există lucrări preliminare de construcție pentru o prelungire a A 448 sau a fostei A 44 spre est, de exemplu cele două urechi pentru circulația din/spre est există, dar eliberate doar pentru service-ul de întreținere al autostrăzii. Șoseaua principală în direcția est și tangentele nu sunt complet construite. Planul era continuarea A 448 sau fosta A 44 prin sudul localității Dortmund până la nodul de autostrăzi Dortmund/Unna. Aceste planuri nu mai există. Traficul pentru ruta Bochum – Kassel este acum direcționat prin autostrada de centură Dortmund, A 45 și A 1.

## Conversie într-un triunghi de autostrăzi
Din cauza planurilor de continuare a A 448 care nu mai sunt urmărite, fostul nod de autostradă a fost transformat într-un triunghi de autostrăzi. De atunci, traficul de pe A 45 dinspre sud a fost direcționat direct către A 448 (fostul A 44, care acum a fost reutilizat) spre vest. Reconstruirea este planificată pentru urechea de nord-est folosită anterior a trifoiului, precum și pentru celelalte două urechi neutilizate. Examinarea subsolului clădirii a început în primăvara anului 2020, astfel încât reconstrucția propriu-zisă a început în vara anului 2020.
Renovarea a ușurat de asemenea sarcina deasupra structurii pasajului superior existent pe carosabilul paralel spre nord, care datorită unei recalculări a capacității portante, a putut fi utilizată din 6 mai 2019 doar pe o bandă în zona de trafic prin împletire.